# Гонгілонематоз
Гонгілонематоз (англ. gongylonematosis, іноді Gongylonema pulchrum infections) — гельмінтоз із групи нематодозів, який спричинює Gongiloma pulchrum і характеризується утворенням невеликих папул та ерозій на слизовій оболонці ротової порожнини і стравоходу, ознаками стоматиту та фарингіту.

## Історичні відомості
Перший випадок у людини виявив у 1850 році американський лікар Джозеф Лейді, якій доповів Філадельфійській академії, що він видалив із рота дитини черв'яка.

## Актуальність
Хоча інвазія є відносно рідкісною, але зустрічається у значній кількості країн (США, Німеччина, Іран, Японія, Лаос, Марокко, Китай, Італія, Нова Зеландія, Єгипет тощо).

## Етіологія
Збудник — нематода Gongilonema pulchrum. Самець завдовжки 47–62 мм, завширшки 0,17–0,195 мм; самка завдовжки 120—145 мм, завширшки 0,350 мм.
Нематоду відкрив італійський зоолог і лікар Рафаель Молін у 1857 році.

## Епідеміологічні особливості

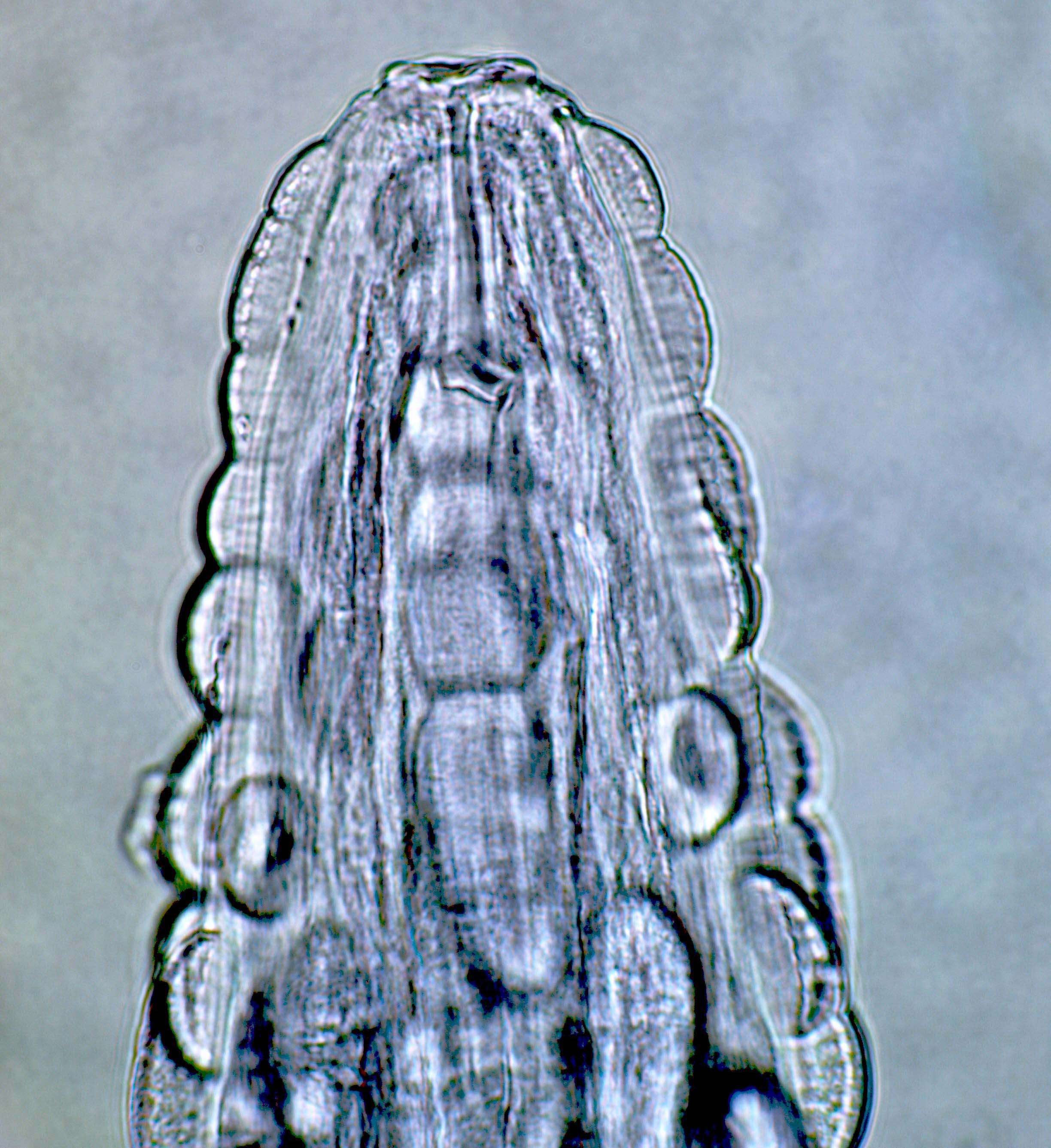
Головний кінець Gongiloma pulchrum

Кінцевий хазяїн гельмінту — велика та дрібна рогата худоба, свині, вівці, зайці, мавпи та інші ссавці. У них гельмінт локалізується під слизовою стравоходу і шлунку. Проміжні хазяї гельмінту — приблизно 50 видів різних комах, зокрема копрофагові таргани та жуки-гнойовики. Другим проміжним хазяїном може бути також і прісноводна риба (кларій ходячий, змієголов). Хвороба зареєстрована в різних країнах (США, Марокко, Італія, Китай, Австрія, Росія та ін.). Людина хворіє рідко, її зараження відбувається при випадковому ковтанні тарганів або жуків, наприклад, з їжею; а також при питті води з відкритих водойм, що містять заражені личинки комах.

## Патогенез
Паразитування G. pulchrum спричинює гіперемію, кровоточивість, утворення папул, ерозій і виразок на слизових оболонках. При біопсії фрагменту
ураженої слизової оболонки виявляють яйця гельмінту. На відміну від перебігу у тварин у людей гельмінт не йде далі ротової порожнини.

## Клінічні ознаки
У людини інкубаційний період до повного розвитку гельмінтів триває до 6 тижнів. Ознаки можуть не проявлятися до другої линьки хробака, при якому молоді дорослі черви починають міграцію зі стравоходу до щічної та ротової слизової піднебіння. Саме цей рух по слизовій оболонці рота та губ змушує пацієнтів скаржитися. Gongylonema pulchrum закопується в слизову оболонку стравоходу та інших відділів ротової порожнини. Там самки завдовжки 14 см відкладають свої яйця, що містять личинок першої стадії. Усі личинки мають головний гачок і ряди крихітних колючок навколо тупого переднього кінця, тож, вилупившись, вони можуть ще більше уражати своїх господарів. Хвороба характеризується розладами травлення, зниженням апетиту, болючістю і свербежем уражених ділянок слизових оболонок. На слизових ротової порожнини помітні подряпини, оточені гіперемією, зигзагоподібні ходи. Характерні ознаки стоматиту, фарингіту, ларингіту, глоситу, гастродуоденіту. Із загальних проявів у хворих відмічається дратівливість, безсоння, головний біль. Нерідко хворі самі витягують гельмінтів зі своїх ясен, язика, губ та внутрішньої поверхні щік через дні та навіть тижні від початку проявів.

## Діагностика
Діагноз ґрунтується на виявленні під слизовою оболонкою рухливого гельмінта і зигзагоподібного ходу, а також яєць гонгілонем у калі.

## Лікування
Гельмінта видаляють хірургічним шляхом. Можливе призначення альбендазолу 0,4 г 2 рази на добу впродовж 21 дня.

## Профілактика
Захист від попадання синантропних комах до продуктів харчування, кип'ятіння води, взятої з відкритих водойм.

## Гонгілонематоз у тварин
У тварин цей паразит швидко поширюється вниз по стравоходу, а також у верхні дихальні шляхи, приводячи часто до смерті.